# Schembria meridionalis
Schembria meridionalis là một loài ruồi trong họ Tachinidae.